# Jyri Niemi
Jyri Niemi (* 15. Juni 1990 in Hämeenkyrö) ist ein ehemaliger finnischer Eishockeyspieler, der zuletzt bis 2019 bei Vaasan Sport in der Liiga unter Vertrag stand. Seit 2021 ist er in Finnland als Nachwuchstrainer tätig.

## Karriere
Jyri Niemi begann seine Karriere als Eishockeyspieler in der Nachwuchsabteilung von Tappara Tampere. Zur Saison 2006/07 verließ er diese und schloss sich den A-Junioren von HPK Hämeenlinna an. Daraufhin spielte der Verteidiger drei Jahre lang für die Saskatoon Blades, die ihn beim CHL Import Draft 2007 in der ersten Runde an Position 13 gezogen hatten, in der kanadischen Juniorenliga Western Hockey League. Während dieses Zeitraums wurde er zunächst beim NHL Entry Draft 2008 in der dritten Runde als insgesamt 72. Spieler von den New York Islanders und beim KHL Junior Draft 2009 in der zweiten Runde als insgesamt 39. Spieler vom SKA Sankt Petersburg ausgewählt. Am 25. Mai 2010 tauschten die Islanders Niemis Transferrechte gegen ein Sechstrundenwahlrecht für den NHL Entry Draft 2010 der New York Rangers. Dies war der erste Transfer zwischen Spielern der beiden Erzrivalen seit beinahe 38 Jahren. In der Saison 2010/11 bestritt der Finne für das Farmteam der Rangers, den Connecticut Whale, 46 Spiele in der American Hockey League, wobei er drei Tore erzielte und sechs Vorlagen gab.
In den folgenden zwei Spielzeiten war Niemi weiter für die Whale aktiv, wurde aber meist bei den Greenville Road Warriors in der ECHL eingesetzt. Nachdem er sich in Nordamerika nicht durchsetzen konnte, kehrte er im Mai 2013 nach Finnland zu HPK Hämeenlinna zurück. Nach Stationen bei Tampereen Ilves und KooKoo spielte er zuletzt bei Vaasan Sport, wo er 2019 seine Karriere beendete.
Seit 2021 ist er in Finnland als Nachwuchstrainer, derzeit bei Lukko Rauma, tätig.

### International
Für Finnland nahm Niemi an den U20-Junioren-Weltmeisterschaften 2009 und 2010 teil. Beim Turnier 2009 war er Assistenzkapitän, ein Jahr später Mannschaftskapitän.

## Erfolge und Auszeichnungen
- 2008 CHL Top Prospects Game

## AHL-Statistik
(Stand: Ende der Saison 2010/11)